# Nelson-Kliff
Das Nelson-Kliff ist ein markantes Kliff an der Pennell-Küste des ostantarktischen Viktorialands. Es ragt an der Westseite es Simpson-Gletschers auf.
Die vom britischen Polarforscher Victor Campbell geleitete Nordgruppe der Terra-Nova-Expedition (1910–1913) kartierte es. Benannt ist das Kliff nach Edward William Nelson (1883–1923), Biologe dieser Forschungsreise.